# Quatralvos i Caps d'Esquadra de l'Esquadra de Galeres d'Espanya
L'Esquadra de Galeres d'Espanya o Esquadra de la Guarda de la Costa d'Espanya, inicialment anomenada Esquadra de la Guarda de la Costa del Regne de Granada, es finançava amb les butlles de la Santa Croada.
La jerarquia de l'Esquadra de Galeres tenia els següents graus: 
- Capitans Generals,

- Tinents Generals o Governadors,

- Cuatralvos (caps de quatre galeres) i,
- Caps d'Esquadra.

| Relació dels Quatralvos i Caps d'Esquadra de l'Esquadra de Galeres d'Espanya        | Des de         | Fins                                                |
| ----------------------------------------------------------------------------------- | -------------- | --------------------------------------------------- |
| Pedro Félix de Silva, XII comte de Cifuentes                                        | 9 juny 1670    | 23 novembre 1671                                    |
| Isidro de Silva Mendoza y Portugal, marquès d'Orani                                 | 6 octubre 1672 | 23 octubre 1673                                     |
| Manuel de Silva, fill de l'XI comte de Cifuentes                                    | 23 abril 1674  | 3 setembre 1684 (data de la seva mort)              |
| Fernando Jacinto de Silva Padilla, III marquès d'Alconchel, XIII comte de Cifuentes | 15 gener 1685  | 10 abril 1688 (cessa)                               |
| Álvaro de Portugal                                                                  | 13 agost 1689  | 19 setembre 1692 (data de la seva mort a Barcelona) |
| Vicente de Argote i de Córdoba, comte de Foncalada                                  | 4 maig 1695    | 10 agost 1697                                       |
| Luis Manuel Fernández de Córdoba, comte de Santa Cruz                               | 1 juliol 1698  | 25 juny 1706                                        |
| Francisco de Grimau y Altamirano                                                    | 8 juny 1715    | 8 desembre 1724                                     |
| Baltasar de Guevara y de Vinuesa, fill natural del duc de Nájera                    | 8 juny 1715    | 30 abril 1717 (en què passà a servir l'Armada)      |
| Cap d'Esquadra, Miguel Reggio, comanador de l'Orde de Sant Joan de Jerusalem        | 8 juny 1715    | 30 abril 1717 (en què passà a servir l'Armada)      |
| Cap de Esquadra Pedro de Montemayor, comanador de l'Orde de Santiago                | 8 juny 1715    | 17 setembre 1719                                    |